# Скрипун восьмиточечный
Скрипун восьмиточечный, или скрипун восьмипятнистый  (лат. Saperda octopunctata) — жук из семейства усачей и подсемейства Ламиины.

## Описание
Жук длиной от 11 до 21 мм. Время лёта взрослого жука с мая по июль.

## Распространение
Распространён в Европе (за исключением севера), России и Крыму.

## Экология и местообитания
Жизненный цикл вида длится от одного до трёх лет. Saperda octopunctata питается множеством видов лиственных деревьев, но в центральной части Европе питается исключительно родом липа (Tilia).